# Balsamblad
Balsamblad, även kallad luktsalvia, bondsalvia, salevia (Tanacetum balsamita eller Balsamita vulgaris), är en växtart i familjen korgblommiga växter. 
Balsamblad är en flerårig ört med enkel eller grenig stam, omkring 30–120 centimeter hög och med tätt sittande blad. Bladen är äggrunda och grågröna, körtelhåriga med sågade kanter. Nedtill på stjälken är de stora och skaftade och högre upp små och oskaftade. Blommorna är gula och diskformade, samlade i kvastformade blomkorgar.
Balsamblad härstammar ursprungligen från Asien men har gamla anor som läke- och prydnadsväxt, förvildar sig lätt och förekommer på många håll i Europa. Den odlades förr ofta i Sverige i kryddträdgårdar, och har varit populär i kryddbuketter och potpurriurnor tack vare sin starka doft. Den har använts som malmedel i kistor och garderober. Bladen kan också användas som smaksättning till sallader, soppor och rätter med vilt. Innan man började använda humle nyttjades bladen till att konservera och smaksätta öl. Krossade blad lindrar insektsstick och mindre brännsår. Den har också varit populär som gravprydnadsväxt.